# Blood Curse
Blood Curse (Originaltitel: Teluh Darah) ist eine indonesische Horror-Miniserie, die von Rapi Films für die Walt Disney Company umgesetzt wurde. Die Uraufführung der Miniserie fand im Rahmen des 27th Busan International Film Festival statt. In Indonesien erfolgte die reguläre Veröffentlichung der Miniserie am 25. Februar 2023 als Hotstar Original auf Disney+ Hotstar. Im deutschsprachigen Raum fand die Erstveröffentlichung der Miniserie am 7. Juni 2023 durch Disney+ via Star als Original statt.

## Handlung
2018: Wulan Kusumawijaya, eine intelligente, rational denkende junge Frau, die nicht an Okkultes glaubt, lebt mit ihren jüngeren Bruder bei ihren Eltern in der indonesischen Hauptstadt Jakarta und blickt einer glänzenden Zukunft bei einer Investmentfirma entgegen. Doch schon bald nimmt ihr Leben eine dramatische Wendung, als sie und ihre Familie von böser, horrorartiger schwarzer Magie terrorisiert werden. Kurz darauf beginnt Wulan nicht nur ihre Sicht auf das Übernatürliche zu hinterfragen, sondern sie muss auch die dunkle Vergangenheit ihrer Familie ergründen, um das Leben derer zu retten, die ihr am nächsten stehen, denn der erste grausame Tod lässt nicht lange auf sich warten. Etwa zur gleichen Zeit wird auch der junge Mann Esa Prasetyo mit dem schrecklichen sowie plötzlichen und mysteriösen Tod seines Vaters konfrontiert. Auch Esa beginnt, den Ereignissen auf den Grund zu gehen, und sein Weg führt ihn schließlich zu Wulan. Da das grausame Schicksal beider Familien auf irgendeine Weise ineinander verwoben ist, tun sich Wulan und Esa zusammen, um die schockierenden Geheimnisse der Vergangenheit ans Licht zu bringen und aufzuarbeiten, damit sie dem Horror ein Ende setzen können, der immer mehr Menschen um sie herum in tödliche Gefahr bringt und immer grausamere Ausmaße annimmt.

## Besetzung

### Hauptdarsteller
| Rolle              | Schauspieler     |
| ------------------ | ---------------- |
| Wulan Kusumawijaya | Mikha Tambayong  |
| Esa Prasetyo       | Deva Mahenra     |
| Wisnu Kusumawijaya | Justin Adiwinata |
| Harun / Manto      | Hingka Moedra    |
| Ahmad Kusumawijaya | Lukman Sardi     |
| Bondan Prasetyo    | Willem Bevers    |

### Nebendarsteller
| Rolle          | Schauspieler     |
| -------------- | ---------------- |
| Astuti         | Imelda Therinne  |
| Reno           | Bizael Tanasale  |
| Asep           | Ence Bagus       |
| Otto           | Mike Lucock      |
| Liliana        | Dayu Wijanto     |
| Harna          | Otig Pakis       |
| Rima           | Ruth Marini      |
| Atik           | Shenina Cinnamon |
| Muhammad Ridho | Kiki Narendra    |

## Musik
- Head in the Clouds – Dua Empat
- Hate in Sunday – Everybody Loves Irene
- Selendang Mayang – Elly Luthan
- Pujaan – Athar & Rachel

## Episodenliste
| Nr. | Deutscher Titel       | Originaltitel        | Erstveröffentlichung (Indonesien) | Deutschsprachige Erstveröffentlichung (D/A/CH) |
| --- | --------------------- | -------------------- | --------------------------------- | ---------------------------------------------- |
| 1   | Lieferung             | Kiriman              | 25. Feb. 2023                     | 7. Juni 2023                                   |
| 2   | Blutiger Hochzeitstag | Peringatan Berdarah  | 4. März 2023                      | 7. Juni 2023                                   |
| 3   | Vergeltung            | Ganjaran Masa Lalu A | 11. März 2023                     | 7. Juni 2023                                   |
| 4   | Zeichen               | Pertanda             | 18. März 2023                     | 7. Juni 2023                                   |
| 5   | Die ungeladenen Gäste | Tamu Tak Diundang B  | 25. März 2023                     | 7. Juni 2023                                   |
| 6   | Die Blume verwelkt    | Gugur Bunga          | 1. Apr. 2023                      | 7. Juni 2023                                   |
| 7   | Doppelte Identität    | Muka Dua             | 8. Apr. 2023                      | 7. Juni 2023                                   |
| 8   | Abrechnung            | Pembalasan           | 15. Apr. 2023                     | 7. Juni 2023                                   |
| 9   | Der Ursprung          | Sumber Petaka        | 22. Apr. 2023                     | 7. Juni 2023                                   |
| 10  | Blutschuld            | Hutang Darah         | 29. Apr. 2023                     | 7. Juni 2023                                   |